# 조지 H. W. 부시의 대통령직 인수

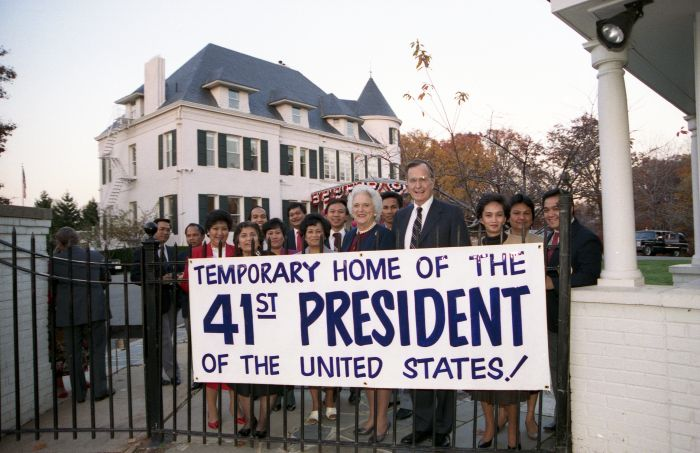
부통령 당선인 부시와 그의 아내 바버라가 부통령의 공식 관저인 넘버 원 옵서버터리 서클 문 밖에 현수막을 걸고 있다.

조지 H. W. 부시의 대통령직 인수는 당시 미국의 부통령이었던 부시가 1988년 미국 대통령 선거에서 승리하여 대통령 당선인이 되면서 시작되었고, 부시가 1989년 1월 20일에 취임하면서 끝났다.
2024-25년 현재, 이는 퇴임하는 대통령과 대통령 당선인이 같은 정당 소속이었던 '우호적 인수'의 마지막 사례이자 현직 부통령의 마지막 인수 사례였다.

## "우호적 인수"
이 인수는 퇴임하는 대통령과 차기 대통령이 같은 정당에 속하는 대통령직 인수를 뜻하는 "우호적 인수"의 사례였다. 1988년 11월, 체이스 언터마이어는 부시의 인수를 이 용어로 묘사하는 것을 받아들였다. 이 경우, 퇴임하는 로널드 레이건과 차기 대통령 부시는 모두 공화당원이었고, 부시는 1981년부터 레이건 밑에서 부통령으로 재직하고 있었다. 이는 미국 역사상 선거 후 "우호적 인수"의 11번째 사례였으며, 허버트 후버가 그의 대통령직 인수에서 캘빈 쿨리지의 뒤를 이은 이후 첫 사례였다. 또한, 이 인수는 1836-37년 인수 이후 처음으로 퇴임하는 대통령이 자신의 부통령에게 권력을 넘겨주는 사례였다. 당시 앤드루 잭슨의 뒤를 이은 사람은 그의 부통령 마틴 밴 뷰런이었다.

## 선거 전 전개

### 입법 변경
1988년 선거를 앞두고, 대통령직 인수를 더 쉽게 만들기 위해 변경이 필요하다는 초당적 합의가 있었다. 이러한 당사자 간의 합의는 아마도 레이건 대통령이 연임 제한을 받았기 때문에 1988년에 대통령직 인수가 있을 것이라는 사실 때문이었을 것이다. 의회에서 추진되던 변경 사항 중 하나는 정부가 인수에 제공하는 자금의 양을 늘리는 것이었다. 1976년 이후, 정부는 대통령 당선인 팀에 200만 달러를, 퇴임하는 대통령 행정부에 100만 달러를 인수에 자금을 지원해 왔다.
대통령 인수 효율성 법안은 1988년에 성공적으로 통과되었다. 이 법안은 부분적으로 대통령 인수팀에 지급되는 금액을 대통령 당선인 팀에게는 350만 달러로, 퇴임하는 대통령 행정부에게는 150만 달러로 인상한다. 또한, 인수에 대한 민간 기부와 인수 인력의 이름이 공개되어야 한다고 요구했다. 연방 서비스 및 자금을 받는 대가로, 인수팀은 취임식 후 30일 이내에 모든 민간 기부 자금의 날짜, 출처 및 금액을 공식적으로 공개해야 한다고 요구했다. 이 법안은 또한 한 사람 또는 조직으로부터 인수팀에 대한 민간 기부금에 5,000달러의 상한선을 두었다. 이 법안은 또한 연방 부서 또는 기관과의 초기 접촉 전에 인수팀 구성원에 대한 정보를 공개하도록 요구했다.
대통령 당선인이 인수에 자금을 지원하기 위해 민간 기부금을 받는 것을 완전히 중단하려는 노력도 있었는데, 이 법안은 1988년 3월 31일 미국 하원에서 승인되었다.

### 인수 계획
부시의 잠재적인 대통령직 인수에 대한 초기 논의는 1987년 말에 시작되었다. 1988년 1월, 부시는 잠재적인 대통령직 인수의 선거 전 계획을 이끌도록 체이스 언터마이어를 비공식적으로 선택했다.
선거 6개월 전인 1988년 4월 (부시가 공화당의 (예정) 지명자가 된 후), 부시의 잠재적인 대통령직 인수를 위한 계획이 본격적으로 시작되었으며, 이 단계에서는 언터마이어가 주도했다. 이 계획 노력은 눈에 띄지 않게 진행되었다.
동시에 레이건의 참모들은 대통령직 인수를 준비하기 위한 조치를 취했다. 여기에는 대통령 인사 담당 이사가 언터마이어와 만나 논의하는 것과 백악관 비서실장인 케네스 두버스타인이 선거에서 승리할 후보의 인수팀을 위한 체크리스트를 준비하는 것이 포함되었다.
10월 중순, 부시는 당선된다면 내각 인사를 신속하게 발표할 준비가 되어 있다고 말했다.

## 공식 인수
11월 9일, 부시는 크레이그 L. 풀러와 로버트 티터를 인수팀의 수장으로 임명했다. 풀러는 그의 부통령실 비서실장이었고, 티터는 그의 선거 캠페인의 최고 여론조사원이자 수석 전략가였다. 이는 인수의 나머지 과정에서도 드러났는데, 부시는 자신의 경력 동안 알게 된 가까운 고문들과 정치적 동맹들을 인수를 이끄는 데 크게 의존했다. 부시는 또한 체이스 언터마이어를 인사 담당 이사로 임명했으며, 정부를 "재활성화"하기 위해 "대대적인 인력 교체"를 약속했다. 그는 오랜 법률 고문이었던 C. 보이든 그레이를 인수의 법률 고문으로, 선거 캠페인의 대변인이었던 쉴라 테이트를 인수의 대변인으로 임명했다. 부시가 인수 초기에 임명한 이 구성원들은 대부분 30대와 40대의 젊은 나이였고, 온건 성향 공화당원이라는 평판을 가지고 있었으며, 워싱턴 D.C. 정치에서 수년간의 경험이 있었고 (테이트 제외) 부시와 수년간 함께 일했다.
언터마이어는 인수팀에서 부국장으로 남았다. 부시는 또한 제임스 베이커를 인수의 "주요 측면"에 대한 고문으로 임명했다. 언터마이어의 원래 권고는 인수를 약 100명의 소규모 직원으로 운영하는 것이었지만, 직원은 약 225명으로 늘어났다. 그럼에도 불구하고, 이 인수는 대규모의 자원봉사자와 유급 직원을 포함하여 1,000명에서 1,500명에 달했던 이전 레이건의 인수보다 훨씬 작았다. 부시는 공개적으로 "1980년보다 약간 더 간소한 인수 조직"을 운영하고 싶다고 밝혔다.

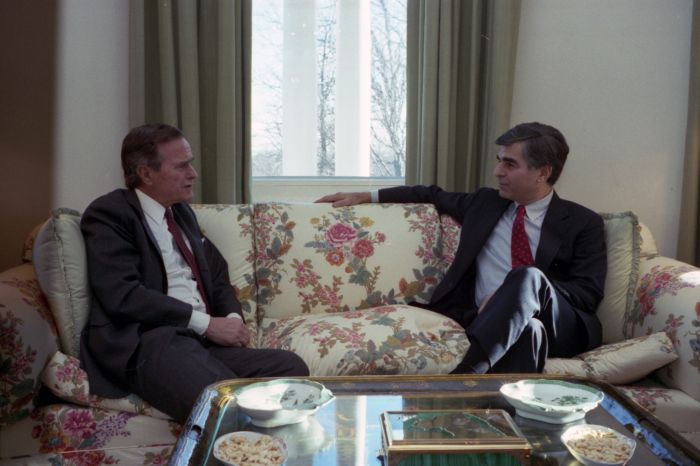
1988년 12월 2일, 부시 대통령 당선인이 1988년 대통령 선거에서 민주당 상대였던 마이클 두카키스와 만났다.

인수팀은 연방 정부로부터 350만 달러를, 퇴임하는 백악관은 175만 달러를 지원받았다. 퇴임하는 백악관은 현직 부통령(부시)이 정부에서 물러나지 않는다는 사실 때문에 통상적으로 인수에 지급되는 금액보다 25만 달러를 덜 받았다.
11월 중순, 부시는 워싱턴 D.C.의 듀폰트서클에 자신의 인수 사무실을 열었다. 인수팀은 연방 조달청이 연방 정부 건물에서 사무실 공간을 무료로 제공하는 대신, 비용을 들여 민간 건물을 사용하기로 결정했다.
1988년 11월 22일, 두버스타인은 내각 구성원과 기관장들에게 조직 문제, 목표와 기능, 자원 설명, 의회 감독 위원회, 규제 프로그램 및 각 기관과 관련된 기타 중요한 사항에 대한 정보를 인수팀에 제공해 줄 것을 요청했다.
11월 말까지 대부분의 행정부 기관들은 부시의 인수 연락관들을 돕기 위해 이미 내부 인수 책임자들을 지정했다. 인수팀이 각 기관에 대규모 팀을 두지 않았기 때문에, 두버스타인은 기관의 정치 임명직들에게 차기 임명직들을 위한 브리핑 자료를 준비하도록 촉구하는 메모를 보냈다. 백악관 보좌관들과 관련하여, 인수팀은 퇴임하는 보좌관들과 부시가 계획한 행정부의 담당자들 사이에 의사소통 부족으로 어려움을 겪었다.

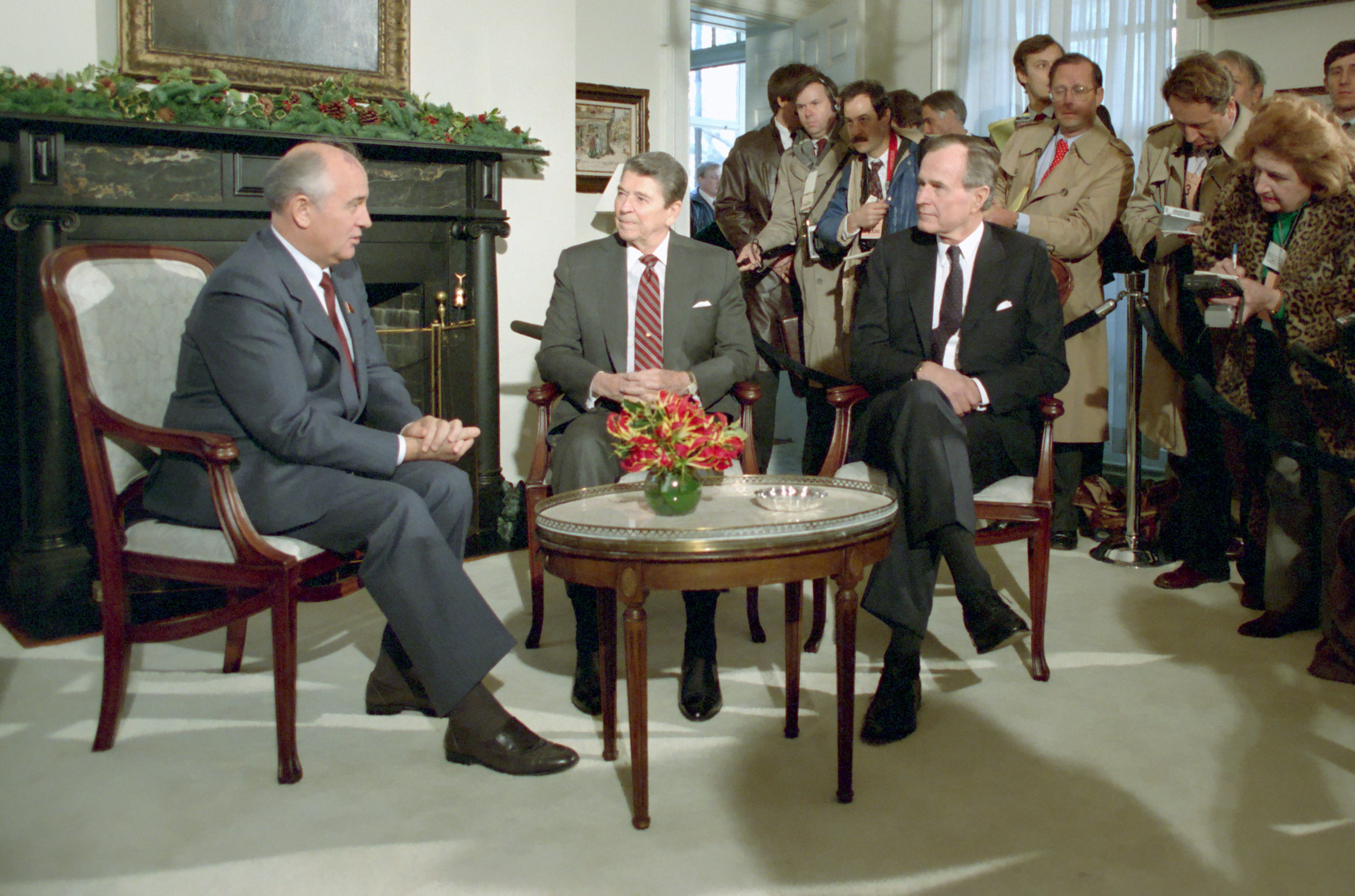
거버너스 아일랜드 정상회담 동안 레이건 대통령과 소련의 서기장 미하일 고르바초프와 만난 부시 당선인

12월 7일, 부시는 거버너스 아일랜드 정상회담에서 레이건과 소련의 서기장 미하일 고르바초프를 만났다.
부시 취임 9일 전, 그의 아내 바버라는 레이건의 아내 낸시로부터 백악관 투어를 받았다. 두 아내는 서로에게 불친절한 관계였으며, 낸시 레이건이 제공한 투어가 다소 퉁명스러웠다고 보도되었다.
레이건은 이 인수 기간 동안 대통령이 후임자에게 백악관 집무실에 손글씨 편지를 남기는 전통을 시작한 것으로 평가받는다.

### 임명자 선정
새로운 인물을 임명할 수 있는 일자리는 약 5,000개에 달했다.
선거 다음 날, 부시는 첫 내각 장관 지명자로 제임스 A. 베이커를 국무장관으로 지명했다. 이는 당시 대통령 당선인이 내각 지명자를 발표하기에는 이례적으로 빠른 시기였는데, 이전 몇몇 대통령 당선인 중 가장 빨리 시작한 경우는 드와이트 D. 아이젠하워가 당선 후 16일 만에 한 경우였다.
선거에서 승리한 지 9일 후, 부시는 존 H. 스누누를 백악관 비서실장으로 선택했다. 언론 보도에 따르면, 선거 후 며칠 동안 부시 행정부에서 이 직책을 누가 맡을지에 대해 그의 참모들 사이에 격렬한 의견 불일치가 있었다. 이 보도에 따르면, 풀러와 티터 모두 스누누의 선택에 반대했으며, 이것이 그들 중 누구도 인수 후 부시 행정부에 합류하지 않기로 결정한 이유라고 한다.
인수 과정은 현직 임명직들이 부시 행정부에서도 자신의 직위를 유지할 수 있을지에 대해 혼란스러워하는 문제로 얼룩졌다. 레이건은 자신의 임명직들에게 사임서를 제출하여 부시 임명직들이 들어설 길을 터달라고 요청했다. 레이건은 내각 임명직과 500명 이상의 다른 정치 임명직들이 부시의 대통령직에 맞춰 사임서를 제출해 달라고 요청했다. 그러나 많은 임명직들은 "우호적 인수"에서 자신이 유임될 것이라고 잘못 추정하여 그렇게 하지 않았다. 레이건의 백악관 비서실장인 케네스 두버스타인은 나중에 개인들에게 사임을 설득하기 위해 불편한 대화를 해야 했다고 회고했다. 많은 레이건 임명직들이 사임할 것으로 예상되었지만, 인수 초기부터 부시가 채용에 관여했던 일부 최근 레이건 임명직들은 부시 행정부에서도 남을 것으로 예상되었다. 부시는 실제로 여러 레이건 임명직들을 유임시켰다. 예를 들어, 그가 고용한 53명의 백악관 직원 중 27명은 레이건 행정부에서 역할을 맡았다. 부시는 또한 선거 직후 세 명의 레이건 내각 장관, 즉 재무장관 니컬러스 F. 브레이디, 법무장관 리처드 쏜버그, 교육부 장관 라우로 카바소스를 유임시킬 것이라고 밝혔다. 또한, 부시는 레이건 행정부에서 고위직을 맡았던 많은 인사들을 레이건 행정부에서 맡았던 직책과는 다른 고위직으로 선택했다.
부시의 내각 인선 대부분은 이전 정부 경험이 풍부한 오랜 동료들이었다. 부시의 내각 인선은 이전 공화당 대통령들의 내각보다 민족적으로 더 다양했으며, 여성 2명, 히스패닉계 미국인 2명, 아프리카계 미국인 1명을 포함했다.
부시의 일부 내각 인선은 논란을 일으켰다. 예를 들어, 그의 보건복지부 장관 지명자였던 루이스 웨이드 설리번은 이전에 낙태에 대한 자신의 입장 때문에 "친생명" 보수주의자들로부터 약간의 저항을 받았다. 설리번은 이전에 낙태에 대한 연방 자금 지원에는 반대하지만, 여성이 원한다면 낙태를 선택할 권리를 지지한다고 말한 바 있다. 설리번은 지명된 후 대부분의 경우 낙태에 반대하는 부시의 입장을 따를 것이라고 말했다. 설리번은 결국 미국 상원 인준 과정에서 낙태에 대한 반대 입장을 표명했으며 인준되었다. 부시의 국방부 장관 후보였던 존 타워는 부시 대통령직 초기 미국 상원 인준 과정에서 엄청난 논란을 불러일으켰고, 결국 30년 만에 미국 상원 투표에서 공식적으로 거부된 첫 내각 지명자가 되었으며, 가장 최근의 사례이기도 하다.

#### 국방 및 외교 정책
- 브렌트 스코크로프트, 국가안보보좌관[30]
- 존 타워, 국방부 장관[31]
- 제임스 베이커, 국무장관 (1989년 11월 9일 발표)[4]
- 윌리엄 H. 웹스터, 중앙정보국장 현직 공무원[23]
- 토머스 피커링, 유엔 주재 미국 대사[24]
- 에드워드 J. 더윈스키, 국무부 차관[24]

#### 국내 정책
- 클레이튼 유터, 농무장관 (1988년 12월 14일 발표)[32]
- 리처드 쏜버그, 법무장관 (1988년 11월 21일 발표) 현직 공무원[23][33]
- 라우로 F. 카바소스, 교육부 장관 (1988년 11월 21일 발표) 현직 공무원[23][33]
- 제임스 D. 왓킨스, 에너지부 장관 (1989년 1월 12일 발표)[34]
- 루이스 웨이드 설리번, 보건복지부 장관 (1988년 12월 22일 발표)[35]
- 잭 켐프, 주택도시개발부 장관 (1988년 12월 19일 발표)[36]
- 마누엘 루잔 주니어, 내무장관 (1988년 12월 22일 발표)[35]
- 엘리자베스 돌, 노동부 장관 (1988년 12월 24일 발표)[37]
- 새뮤얼 K. 스키너, 교통부 장관 (1988년 12월 22일 발표)[35]
- 에드 더윈스키, 보훈부 장관 (1988년 12월 22일 발표)[35]
- 윌리엄 K. 라일리, 환경보호국 국장 (1988년 12월 22일 발표)[35]
- 윌리엄 베넷, 국가마약통제정책실 국장 (1989년 1월 12일 발표)[34]

#### 경제 정책
- 로버트 모스바허, 상무부 장관[31]
- 니컬러스 F. 브레이디, 재무장관 현직 공무원[31][23]
- 마이클 보스킨, 경제 자문 위원회 의장[23]
- 칼라 힐스, 미국 무역대표부 대표[23]
- 데이비드 멀포드, 국제 문제 담당 재무부 차관 (1989년 1월 14일 발표)[38]
- 찰스 덜라라, 국제 문제 담당 재무부 차관보 (1989년 1월 14일 발표)[38]
- 홀리스 S. 매클로글린, 정책 개발 담당 재무부 차관보 (1989년 1월 14일 발표)[38]
- 에디스 E. 홀리데이, 재무부 법률 고문 (1989년 1월 14일 발표)[38]

#### 백악관 참모
- 존 스누누, 백악관 비서실장 (1988년 11월 17일 발표)[39]
- 말린 피츠워터, 백악관 대변인[23]

#### 기타
- 리처드 다르만, 관리예산국 국장 (1988년 11월 21일 발표)[33]
- 안나 마리아 페레즈, 영부인 대변인 (1989년 1월 14일 발표)[38]

## 인수 분석
1989년 3월 초, 많은 전문가들이 부시의 인수와 그의 대통령직 초기 2주가 모두 미흡했다고 주장했다고 보도되었다.
일부는 인수를 다소 울퉁불퉁했다고 회고적으로 평가했다. 2001년 3월, 브루킹스 연구소의 스티븐 헤스는 인수가 "불편했다"고 썼다.
일부는 인수에 대해 큰 칭찬을 했다. 2020년, 학자 바버라 A. 페리는 이를 "좋은" 대통령직 인수의 예로 들었다. 2000년, 볼티모어 선의 기자 조나단 와이즈먼은 이를 "최고의 인수팀 중 하나"라고 불렀다.

## 같이 보기
- 조지 H. W. 부시의 1988년 대통령 선거 운동
- 조지 H. W. 부시 대통령 취임식